# Strida Dżadża
Strida Tawk-Dżadża lub Sethrida Geagea (ur. 31 maja 1967 r. w Kumasi, Ghana) – libańska działaczka polityczna, maronitka, żona Samira Dżadży, przywódcy Sił Libańskich, deputowana Zgromadzenia Narodowego z okręgu Baszarri.